# Peeps Into Puzzleland
Peeps Into Puzzleland è un cortometraggio muto del 1924 diretto da Gaston Quiribet.

## Produzione
Il film fu prodotto dalla Hepworth.

## Distribuzione
Distribuito dalla Hepworth, il film - un cortometraggio di 259 metri - vide la luce nel dicembre 1922. L'Arrow Film Corporation lo fece uscire negli Stati Uniti il 24 ottobre 1924.